# Clubiona obesa
Clubiona obesa es una especie de araña araneomorfa del género Clubiona, familia Clubionidae. Fue descrita científicamente por Hentz en 1847.
Habita en los Estados Unidos y Canadá.